# Блад, Симель
Эллен Ева Симе́ль Блад (швед. Ellen Eva Ximel Bladh; 4 августа 1986, Стокгольм) — шведская футболистка, защитница.

## Биография
Получила имя Симель на языке майя, под влиянием того, что её родители работали в Никарагуа. Окончила Гётеборгский университет по специальности обществовед и эколог.
В качестве футболистки во второй половине 2000-х годов играла за шведский клуб «Йитекс». Затем провела полтора года на Кипре за клуб «АЕК Константиас» и там во время предсезонных сборов была замечена представителями российских клубов. Первоначально предполагался её переход в красногорский «Зоркий», однако в итоге спортсменка оказалась осенью 2011 года в воронежской «Энергии».
В высшей лиге России дебютировала спустя полгода, 8 апреля 2012 года в матче против «Измайлово», заменив на 90-й минуте Ажару Нкут. Всего в сезоне 2011/12 сыграла 4 матча, из них только в одном вышла в стартовом составе, и стала бронзовым призёром чемпионата России. По окончании сезона «Энергия» лишилась профессионального статуса и спортсменка вернулась на родину.
В середине 2010-х годов играла за любительские клубы Испании.